# Lipan

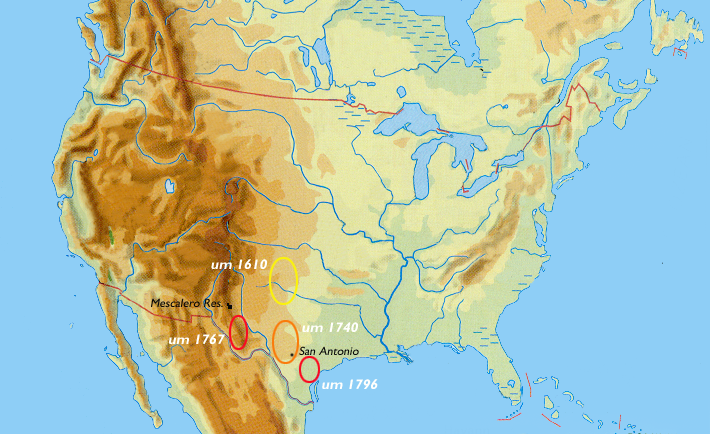
Wohngebiete der Lipan

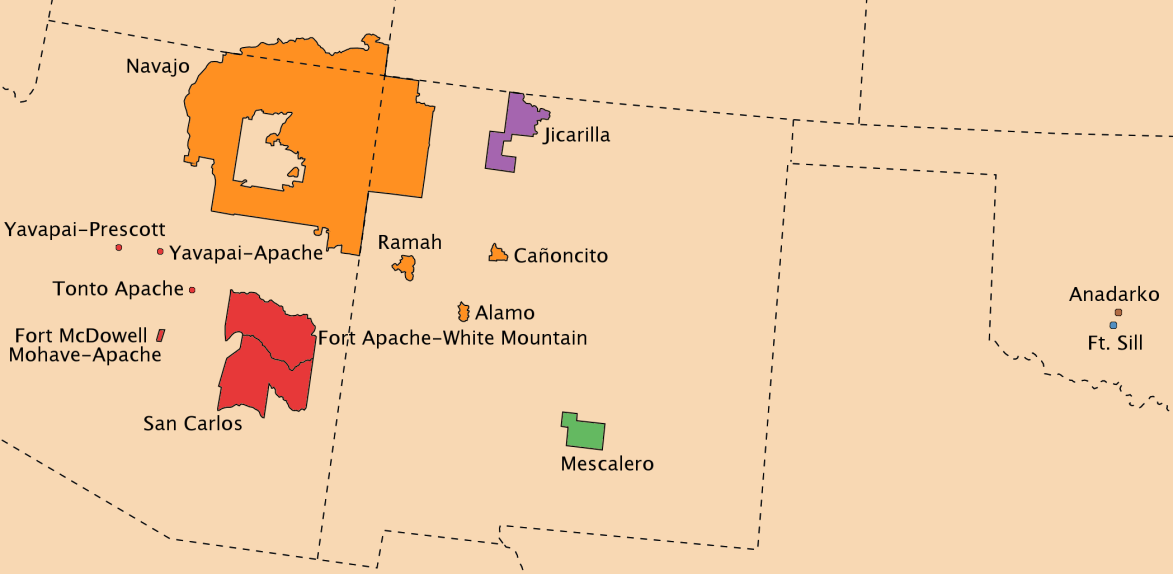
Heutige Reservate der Westlichen Apachen (rot), der Mescalero (inkl. Chiricahua und Lipan) (grün), der Jicarilla (violett), der Chiricahua (blau), der Kiowa-Apache (Plains Apache) (inkl. Lipan) (braun) und Diné (Navajo) (orange) im Südwesten der USA

Die Lipan oder Lipan Apache sind eine Stammesgruppe der Apachen im Südwesten der Vereinigten Staaten und (vormals) im Nordosten von Mexiko, die einst vom 16. bis Mitte des 18. Jahrhunderts die High Plains sowie die Südlichen Plains dominierten, und zählen kulturell – zusammen mit den Mescalero, Chiricahua, Jicarilla und Kiowa Apache (Plains Apache) – zu den Östlichen Apache (engl. Eastern Apache).
Ihre Sprache, das Lipan, gehört – zusammen mit Jicarilla Apache (Abáachi oder Abáachi mizaa) sowie dem Plains Apache (Kiowa Apache) – zum östlichen Zweig der südathapaskischen Apache-Sprachen der athapaskischen Sprache aus der Na-Dené-Sprachfamilie.
Die Lipan nannten sich selbst Tindi, Ndé oder Indeh, was wörtlich einfach „Volk“ bedeutet; zudem bezeichneten sie sich auch als Hleh-pai Ndé oder Lépai-Ndé („Das Hellgraue Volk“, sprich: hleh-pandeh oder klih-pandeh), von den Spaniern als einziges Wort als hlepan oder klihpan ausgesprochen, woraus später dann die historische Stammesbezeichnung als Lipan für diese Apache-Gruppe entstand.

## Stammesgebiet
Sie lebten ursprünglich in den südlichen High Plains (Südwesten von Nebraska, Westen von Kansas und Oklahoma, Osten von New Mexico, dem Texas Panhandle sowie dem Llano Estacado).
Später wichen sie unter dem Druck der in die östliche Apacheria eindringenden Comanche und Ute und deren Norteños-Verbündeten (Wichita, Tonkawa, Caddo, Hasinai, Tawakoni, Waco) nach Süden und Südwesten in die Berge und später Randgebiete der Great Plains aus. Zwischen 1720 und 1750 hatten sie sich südlich des Colorado River in Zentral-Texas zurückgezogen, drangen nun ins Edwards Plateau im Süden sowie im Südosten bis nach San Antonio, Texas, vor. Nach 1750 mussten sie auch größtenteils das Edwards Plateau verlassen und drangen nun südwärts zum Texas Coastal Bend der texanischen Küste des Golf von Mexiko vor. Ab 1751 zog zudem ein großer Teil der texanischen Lipan über den Rio Grande südwärts zu bereits im Norden Mexikos lebenden Stammesverwandten und dehnten ihr Stammesgebiet entlang des Río Conchos südwärts bis zum Nazas River in Chihuahua und Coahuila aus, die Mapimi-Wüste eingeschlossen. Ihr Stammesgebiet in Zentral- und Süd-Texas, das reich an Wild war, nannten sie wegen des Reichtums an Pferde- und Viehbestand der Haziendas und Ranchos der Spanier und der Siedlungen der Indianer Ki-aah-hii (‘Many Horses’). Ihre zwischen 1750 und 1770 neu gewonnenen Gebiete in den Halbwüsten, Hochebenen und Bergen in Coahuila, Nuevo León und Tamaulipas (von Ta ma ho`lipam – ‘da, wo Lipan beten’) nannten sie Naa-ci-ká (‘Circular House’).

## Geschichte

### Frühgeschichte
Heutige Wissenschaftler vermuten, dass sich die Apachen irgendwann auf ihrer Wanderung nach Süden teilten. Eine Gruppe zog auf der Westseite der Rocky Mountains in den Südwesten der USA, während eine zweite kleinere Gruppe östlich der Berge nach Süden wanderte.
Dieser Wanderung vom Norden und dann nach Osten auf die Plains wegen, nennen die Lipan sich Hleh-pai-Ndé oder Lépai-Ndé („Das hellgraue Volk“). Der Name setzt sich aus dem Wort für Hellgrau (Lépai oder kleh-pai) und für „Das Volk“ (Indeh oder Ndé) zusammen. Wie alle Apachen, sehen die Lipan die Erde als einen Kreis, jeweils unterbrochen durch die vier Himmelsrichtungen, die jeweils durch eine Farbe symbolisiert wurden: der Norden (Weiß), der Osten (Schwarz), der Süden (Blau) und der Westen (Gelb). Als nun die Vorfahren der Lipan vom Norden kommend nach Osten in Texas zogen, wanderten sie sozusagen vom Weiß des Nordens nach dem Schwarz des Ostens. Mischt man zu Weiß ein wenig Schwarz entsteht Hellgrau – und so wurden die Lipan zum „Hellgrauen Volk“.
Die Vorfahren der Lipan gehörten vermutlich zu den Bisons jagenden Querechos, auf die Francisco de Coronado 1541 in den südlichen Großen Ebenen traf. Sie wohnten in Tipis aus Bisonfellen und nutzten große Hunde für deren Transport. Im Frühling und Herbst veranstalteten sie ausgedehnte gemeinschaftliche Jagden und erlegten Gabelbock, Hirsch, Bär und vor allen Dingen den Bison. Die kleinste Einheit der Lipan-Gesellschaft bildete die matrilokale Großfamilie (gotah).

### Aufstieg und Höhepunkt (1600 bis 1700)

Lipankrieger

Die Spanier hatten den Pueblo-Indianern das Reiten beigebracht, damit diese deren Schaf- und Rinderherden hüten konnten, und im 16. und 17. Jahrhundert unfreiwillig das Pferd durch Vermittlung flüchtender Pueblo auch bei den zuvor zu Fuß umherwandernden Nomaden eingeführt.
Die Apachen, darunter auch die Lipan, nutzten ihre neu gewonnene Mobilität um ihren Aktionsradius enorm zu erweitern. Das Pferd ermöglichte vielen östlichen Apachen-Gruppen (Jicarilla, Mescalero, Lipan u. a.), die Weiten der Südlichen Great Plains als Halbnomaden zu besiedeln. In den fruchtbaren Flusstälern des Arkansas, Brazos, Colorado, Red River errichteten sie saisonale Siedlungen und betrieben extensiven Ackerbau neben dem Sammeln von Kräutern und Früchten. Im Herbst, nach der Ernte, gaben sie ihre Siedlungen auf und gingen auf Bisonjagd. Diese Kombination aus Ackerbau und Jagd bedeutete eine vollkommene Nutzung der vorhandenen Ressourcen in den Plains.
Ihr Vordringen auf die Südlichen Plains hatte zur Folge, dass das im 16. Jahrhundert bestehende Handelsnetzwerk der Jumano von den Apachen zerschlagen wurde und die mächtigen, später als Tonkawa bezeichneten, Gruppen die High Plains Richtung Süd-Texas verlassen mussten. Während des Pueblo-Aufstandes (1680–1690) gegen die Spanier hatten die Apachen die Pueblo-Indianer in Texas vollkommen und einige Pueblo-Völker in New Mexico beinahe ausgelöscht. Nachdem die Apachen sich als Nachfolger der Jumano in den Plains etabliert hatten, dehnten sie ihre Streifzüge noch tiefer ins östliche Texas und nach Kansas aus. Nun nutzten sie ihre größere Mobilität bei Raubzügen gegen die sesshaften Ackerbau-Völker der Pawnee, Wichita, Caddo, Kansa u. a. aus. Zudem unternahmen sie bald regelrechte Sklavenjagden und belieferten die spanischen und französischen Sklavenmärkte in New Mexico und Louisiana mit ihren indianischen Gefangenen (Pawnee wurde damals zum Synonym für indianischer Sklave).
Die Gebiete zwischen dem Colorado in Arizona bis zum Brazos und Red River im östlichen Texas, vom Dismal River im südlichen Nebraska bis nach Zentral-Texas im Süden nannten die Spanier bald Gran Apacheria.
Zum Schutz gegen die räuberischen Lipan und anderer Plains-Apachen errichteten die Spanier ein ausgedehntes System von Presidios und befestigten Siedlungen entlang der Ausläufer der Gran Apacheria und schlossen Defensivbündnisse mit den sesshaften Völkern, wie den Pueblo, Jumano, Caddo, Wichita und andere.
Zwischen ca. 1650 und 1700 befanden sich die östlichen Apachen-Gruppen auf dem Höhepunkt ihrer Macht, waren jedes Stammes Feind und kannten keine Verbündeten. Zudem wurden sie als die besten Bogenschützen unter den Indianern bezeichnet.

### Verdrängung und Niedergang auf den Südlichen Plains (1700 bis 1790)
Ab dem Jahr 1700 sollte sich jedoch alles ändern – und dies zum Nachteil der Lipan und anderer östlicher Apachen-Gruppen.
Durch die häufigen Attacken und Gegenattacken zwischen Apachen und anderen Stämmen und der Verwilderung entlaufener Pferde (Mustangs), wurden immer mehr Stämme beritten (Shoshone, Absarokee, Blackfoot, Ute, Comanche und andere) und zogen nun ihrerseits auf die Plains auf der Suche nach noch mehr Pferden und einem besseren Leben. Zudem vertrieben bewaffnete Stämme (zum Beispiel Cree und Chippewa) auf der Suche nach neuen Siedlungsgebieten sesshafte, unbewaffnete Stämme (zum Beispiel Lakota, Nakota, Cheyenne und Arapaho) in die Weiten der Plains.
Um 1700 gab es die ersten Berichte über eine neue Macht auf den Südlichen Plains – und über Massaker und Vertreibungen von Apachen-Gruppen in Nebraska, Kansas und Oklahoma. 1704 tauchten die ersten flüchtenden Plains-Apachen in New Mexico bei den Spaniern auf und baten, sich ansiedeln zu dürfen. Die Aggressoren waren Shoshone-Gruppen aus den Bergen zusammen mit verwandten Ute, die Zugang zu den Märkten der Spanier in New Mexico und Texas und den riesigen Mustang- und Bisonherden der Plains erzwingen wollten. Ihre einzigen ernst zu nehmenden Feinde waren hierbei nicht die Spanier oder die sesshaften, Ackerbau treibenden Stämme, sondern die von Ackerbau, Bisonjagd und von Raub lebenden, die Plains beherrschenden, Apachen.
Nun wandte sich alles gegen die östlichen Plains-Apachen, was ihnen ursprünglich von Vorteil war – ihr saisonaler Ackerbau zwang sie während der Bestellung der Felder an einem festen Ort auf Monate hin sesshaft zu werden und ihre Kriegs- und Raublust hatte sie zu jedermanns Feind gemacht. Durch ihre saisonale Sesshaftigkeit (und somit ihrer „Auffindbarkeit“) und ihrer Isolation unter den Stämmen waren sie leichte Opfer für die schnellen, kriegerischen, brutalen Nomaden, die zudem Bündnisse mit ihren Feinden, den Caddo, Wichita, Ute, Tonkawa und andere, eingingen und sich als deren Schutzmacht gegen die Apachen etablierten. Zudem hatten sich die Apachen nie zu außergewöhnlichen Reitern entwickelt und kannten die Pferdezucht nicht (Franzosen berichteten ca. 1750 bestürzt, dass Apachen trächtige Stuten ritten und es somit oft zu Frühgeburten kam). Außerdem hatten sich die einzelnen Apachen-Gruppen untereinander entfremdet, standen sich einander nicht bei und bekämpften sich manchmal sogar.
Somit waren die Apachen gegen die Kriegstaktiken der berittenen Shoshone, die sie Idahi (Schlangen) nannten, nicht gewappnet. Immer mehr bands (englisch „Stammesgruppen“) der Shoshone-Krieger (die Ute nannten sie später Komantcia „Jene, die immer gegen uns kämpfen“, woraus die Spanier Comanche machten) drangen in die Gran Apacheria ein, griffen weit auseinander liegende Apachen-Dörfer an und raubten sämtliche Pferde, so dass die Apachen keine Verfolgung aufnehmen konnten.
Diese dauernden Überfälle zwischen einzelnen Gruppen der Comanche und Apachen wuchsen sich zum längsten, blutigsten, grausamsten und erbittertsten Krieg zwischen Indianervölkern aus, ganze Gruppen der Apachen auf den Südlichen Plains wurden durch die Comanche ausgelöscht. Tausende Comanche überquerten nun den Arkansas und stellten nach der fast vollständigen Verdrängung der Apachen ein neues Gleichgewicht auf den Plains her. Jeder Comanche war der erklärte Feind eines jeden Apachen und umgekehrt.
1724 wurden die Jicarilla (span. Korbflechter) von den Comanche vernichtend geschlagen, fast alle ihrer östlichen Gruppen wurden ausgerottet, sie verließen daraufhin ihr Gebiet in den Plains von Kansas, Oklahoma und Texas und suchten Schutz in den Bergen von New Mexico und dem südlichen Colorado. Die Jicarilla berichteten den Spaniern, dass sie nunmehr keine Häuptlinge mehr hätten, fast keine Krieger und keine Frauen.
Die Mescalero-Gruppen zogen sich in die Wüsten und Berge zwischen Rio Grande und Rio Pecos in New Mexico, des Trans-Pecos im Südwesten von Texas zurück und überquerten den Rio Grande nach Mexiko bis in die Mapimi-Wüste (Bolsón de Mápimi) in Chihuahua.
Reste der östlichen Apachen-Gruppen schlossen sich unter einem großen Häuptling Ipa zusammen (Ipa`Nde = Ipas Volk, span. Lipanes, Comanche: Nipan) und kämpften in einem verzweifelten neuntägigen Kampf am Red River gegen die Idahi – und wurden vernichtend geschlagen. (Heute vermutet man, dass dies eine (spanische?) Legende ist, die einen jahrzehntelangen Konflikt zwischen Comanche und Apachen bildlich in einer „großen entscheidenden“ Schlacht darstellen und erklären möchte.)
Ab ca. 1740 war ein großer Teil der Gran Apacheria östlich der Rocky Mountains zur Comancheria (dem Herrschaftsgebiet der Comanche) geworden – Comanche streiften vom Arkansas River bis nach Zentral-Texas und vom Pecos River im Westen bis an die Cross Timbers im Osten.
Einst mächtige Gruppen der östlichen Apachen waren durch die Comanche und ihre Verbündeten (mit tatkräftiger Unterstützung von Spaniern und Franzosen) größtenteils dezimiert, zersprengt, versklavt und verkauft worden oder waren geflüchtet. Paloma (span. Tauben), Carlana, Faraone (span. Pharaonen), Perillo, Penxaye, Trementina, Limita, Quartelejo, Calchufine, Cuampe und weitere Stämme wurden ausgerottet, wurden von anderen Gruppen absorbiert und formten teilweise neue.
Die zersprengten Lipan sammelten sich zunächst südlich des Colorado River im Edwards Plateau und in den Flusstälern des San Saba, des Guadelupe, des Llano und dem Oberlauf des Nueces in Zentral- und Südost-Texas – größtenteils Halbwüsten und Wüsten. Auf ihrer Flucht verdrängten die Lipan die einst mächtigen Tonkawa und die Reste der Jumano und Coahuiltec-Gruppen aus Zentral-Texas. Die Lipan wurden wieder zu Nomaden, Jägern und Sammlern und gaben den Ackerbau auf.
1786 zwangen die Spanier die Comanche und ihre Verbündeten (Wichita, Tonkawa, Caddo u. a.) zusammen mit den Diné, Ute, Pueblo in eine Allianz gegen die Apachen – ausgestattet mit spanischer Logistik, spanischen Waffen, spanischen Karten, Zugang zu spanischen Märkten und Geschenken, machten die Comanche unerbittlich Jagd auf jeden Apachen, den sie finden konnten.
In erbitterten Kämpfen zwischen 1787 und 1789 vertrieben die Spanier mit tatkräftiger Unterstützung von Tarahumara und Comanche, die südlichsten Gruppen der Mescalero aus der Bolson de Mápimi nach Norden in die Plains von Texas, direkt in die Arme wartender Comanche, die die dreckige Arbeit für die Spanier erledigten. Nach dieser schweren Niederlage wurden die Reste der südlichen Mescalero in eine Allianz gegen ihre stammesverwandten und engen Verbündeten, den Lipan, gezwungen.
1790 gelang es den Spaniern mit Hilfe von Mescalero- und Tonkawa-Scouts und den verhassten Idahi die Lipan im Uvalde-Canyon vernichtend zu schlagen. Die einstige Macht und Bedeutung der Lipan auf den Südlichen Plains von Texas war nun für immer vorbei. Zudem durch mehrere Pocken-Epidemien geschwächt, von allen Seiten von ihren spanischen und indianischen Feinden bedrängt, verhielten sich die Lipan für ca. 10 Jahre friedlich und schlossen Verträge mit Spaniern und angrenzenden Stämmen.
Die Lipan mussten nun endgültig das Edwards Plateau (nunmehriges Gebiet der Penateka Comanche) räumen und wurden von Spaniern (und später Amerikanern) ab 1780 hinsichtlich ihrer geographischen Position bezüglich des Rio Grande (von den Lipan Kuné tsé oder Tú sis – „Big Water“ – „Großer Fluss“ genannt) in zwei lose Gruppierungen unterteilt, die sich auch zudem kulturell unterschieden:
Die Lipanes de Arriba oder Upper Lipan („Obere Lipan“, manchmal auch Lipanes del Norte – „Nördliche Lipan“ oder Western Lipan – „Westliche Lipan“), die sich selbst als Twid Ndé oder Tú’é'diné Ndé („No Water People“, „Tough People of the Desert“) bezeichneten, waren eine lose Gruppierung von mehreren bands, die ostwärts auf den Plains und Halbwüsten von Zentral-Texas entlang des Upper Colorado River und dessen Nebenflüssen – dem Llano River und Concho River – streiften sowie südwestwärts im Trans-Pecos und im Big-Bend in West-Texas bis westlich des unteren Pecos River in New Mexico sowie beiderseits des Rio Grande in Coahuila. Durch Zuzug versprengter Lipanes de Abajo (Lower Lipan oder Östlicher Lipan) gestärkt, zogen manche ihrer bands noch weiter südlich nach Coahuila hinein und südwestwärts ins Hochplateau der Bolsón de Mapimí in Chihuahua (in die Streifgebiete der südlichen Mescalero-Bands). Sie waren oftmals mit Natagés, Lipiyánes und Mescalero gegen die Stämme der Südlichen Plains sowie die Spanier verbündet, so dass sich einzelne bands auf den Südlichen Plains behaupten konnten, darunter besonders die Kó'l kukä'ⁿ (Cuelcahen Ndé – „Tall Grass People“, „Prairie Men“, später Llaneros oder Lipanes Llaneros genannt) und die Shá´i ándé („Northern People“).
Die Lipanes de Abajo oder Lower Lipan („Untere Lipan“, manchmal auch Lipanes del Sur – „Südliche Lipan“ oder Eastern Lipan – „Östliche Lipan“), die sich selbst als Tu'tssn Ndé/Tú sis Ndé oder Kúne tsá/Konitsaii Ndé („Big Water People“, „Great Water People“) bezeichneten, streiften von den Bisonjagdgründen am San Saba River und Llano River westwärts bis zum Frio River und oberen Nueces River. Nun zogen manche bands entlang des unteren Guadalupe River noch tiefer in den Südosten von Texas bis in die Sand Plains, Coastal Plains und ins Brush Land bis zur Golfküste im Südosten von Texas. Sie wanderten beiderseits des unteren Rio Grande („Big Water“) und hatten auch Gebiete der Golfküste sowie der Wüsten, Halbwüsten und Hochebenen im Nordosten von Mexiko, im heutigen Nuevo León und Tamaulipas (Ta ma ho`lipam – „da, wo Lipan beten“). Dort verbündeten sie sich mit den Tonkawa, ihren vormaligen Feinden. Ab ca. 1770 etablierten sie zudem durch Vermittlung französischer Siedler und Händler – die den Spaniern feindlich gesinnt waren – einen Tauschhandel mit mehreren Gruppen der einst feindlichen westlichen Atakapa (Akokisa, die eigentl. Atakapa sowie den Bidai). Die Lower Lipan raubten Vieh, Pferde und Menschen (Indianer sowie Spanier) und bekamen hierfür von den genannten Stämmen im Gegenzug französische Gewehre und Munition, die sie wiederum erfolgreich gegenüber Spaniern und Comanche einsetzten.
Die Lipanes de Arriba waren ein Völkergemisch aus versprengten Lipanes de Abajo, in den Lipan aufgegangene Coahuiltec-Gruppen sowie Julimes (später als Carrizos bezeichnet, die Lipan nannten sie „Enemy Camped About Water“), Jumanos und Sumas. Die Mescalero betrachteten sie daher nicht als „wirkliche“ Apache, da sie in ihrer Sprache leichte Dialektabwandlungen hatten sowie viele Traditionen und Kulturtechniken der nordöstlichen mexikanischen Stämme übernommen hatten.
Die Lipan- und Mescalero-Banden erholten sich nur langsam von dem Schock der Niederlage und dem Verlust ihrer besten Jagdgründe. Durch ihre teilweise Vernichtung und Verdrängung aus den Südlichen Plains nach Süden zu den spanischen Siedlungen wurde das Apache-Problem nicht etwa gelöst – es verschärfte sich von Jahr zu Jahr, da die kriegerischen Lipan und Mescalero, um nicht zu verhungern (die Bisonjagd war den Apachen nur noch sporadisch und in großen Gruppen möglich, da diese Gebiete nun zur Comancheria gehörten), nun immer tiefer in die spanischen Gebiete plündernd und mordend einfielen und weder spanische noch indianische Ansiedlungen verschonten. Ab ca. 1798/99 erreichten die Raub- und Kriegszüge der Apachen eine nie dagewesene Brutalität und Häufigkeit.

### Wechselnde Allianzen (1790 bis 1845)
In den nun folgenden Jahren verhielten sich die Lipan gegenüber den Spaniern ambivalent: in Texas begegneten sie den Spaniern friedlich, boten sich oft als Scouts und Krieger an, wenn es gegen ihre Todfeinde, die verhassten Idahi, ging. Gleichzeitig erwarben sich die nun im Norden Mexikos frei und unbedrängt umherschweifenden Gruppen der Lipan und anderer Apachen durch rücksichtsloses Plündern von spanischen wie indianischen Siedlungen den Ruf gefürchteter und verhasster Krieger.
Die Unabhängigkeit Mexikos 1821 bedeutete für die mexikanischen Grenzgebiete Gesetzlosigkeit, weniger Soldaten, weniger spanische Konter-Attacken, Hilflosigkeit der mexikanischen Landbevölkerung und – die schwersten indianischen Plünderungen seit Jahrzehnten, besonders Lipan, Comanche, Kiowa machten ihrem Ruf als furchtbare Krieger und Räuber alle Ehren.
Während der Unabhängigkeit und der schließlichen Eingliederung von Texas in die USA waren die Lipan bedeutende, kriegerische Räuber im Grenzgebiet und dienten den Texanern und Amerikanern wiederholt als treue Scouts gegen umherschweifende Comanche- und Kiowa-Gruppen.

### Untergang (1845 bis 1881)
Das gute Verhältnis zwischen Lipan und Amerikanern änderte sich aber grundlegend mit dem Mexikanisch-Amerikanischen Krieg, als alle Gebiete Mexikos nördlich des Rio Grande und des Gila an die USA fielen und zusehends Siedler und Rancher auf Lipan-Territorium vordrangen. Außerdem verlangten plötzlich die USA von den Lipan ihre zur Gewohnheit gewordenen Raubzüge gegen Mexikaner und indianische Stämme zu unterlassen und alle ihre weißen und indianischen Gefangenen freizulassen.
Um ihre Heimat zu verteidigen, den Zustrom von Amerikanern zu stoppen und da sie sich von der amerikanischen Armee im Stich gelassen fühlten, gingen die Lipan zum Angriff über und verwandelten große Teile des Gebietes zwischen dem Nueces River und dem Rio Grande sowie von Zentral-Texas bis an die texanische Küste in ein Kriegsgebiet.
Ende des Amerikanischen Bürgerkriegs wurden die Lipan in einer großen Schlacht von den Amerikanern besiegt und zogen sich endgültig aus Texas in die Berge von Chihuahua und Coahuila in Mexiko zurück. Von dort unternahmen sie mit den letzten freien Gruppen der Mescalero und Kickapoo erbarmungslos Überfälle nach Texas, verschwanden wieder über die Grenze in die Sicherheit ihrer mexikanischen Stützpunkte und verkauften ihre Beute auf mexikanischen Märkten (siehe auch: John York (1800–1848)).
1873 unternahm Mackenzie, der Kommandeur der texanischen Grenze, einen illegalen Einfall in Mexiko, spürte die Dörfer der sich sicher fühlenden Lipan auf, zerstörte diese und nahm die meisten Frauen und Kinder gefangen, die er an Mexikaner weiterverkaufte.
Nach der endgültigen Niederwerfung ihrer alten Feinde, der Comanche und Kiowa, 1875, schweiften in den Südlichen Plains, ihrer früheren Heimat, für einige Jahre (1875 bis 1881) wieder Gruppen der Mescalero und Lipan umher und verübten 1881 die letzten Überfälle durch Indianer in Texas. Die nördliche Gruppe der Lipan hatte sich bereits um 1860 mit den Mescalero vereinigt und ging in ihnen auf.
Anderen Lipan gelang es aber, sich über lange Zeit vor den Mexikanern zu verbergen. Eine Gruppe von 19 Lipan kehrte erst im Jahre 1903 zurück und wurde im Mescalero-Reservat in New Mexico aufgenommen. Ob einige von ihnen in Mexiko zurückblieben, ist unbekannt. Eine kleine dritte Gruppe gelangte nach Oklahoma und wurde im gemeinsamen Reservat der Kiowa, Comanchen und Apachen aufgenommen. Aber auch von diesen Lipan vermischten sich die meisten mit Angehörigen anderer Stämme.
Die Lipan hatten aufgehört als eigenständige Ethnie zu bestehen – sie waren ausgelöscht. Fast 350 Jahre Kampf gegen spanische, mexikanische, amerikanische und indianische Feinde hatten ihr Ende gefunden.

## Gesellschaft und Struktur

### Sozio-Politische Organisation
Die „Lipan“ identifizierten sich anfangs als Hleh-pai Ndé bzw. Le'pai-ndé („Das Hellgraue Volk“) und bildeten eine Stammeseinheit, teilten sich jedoch später während ihrer Migration auf die Südlichen Plains (1650 bis 1750) in zwei große Stammesgruppen (Divisionen), die Forest Lipan (Chishîìhîî, Chishį́į́hį́į́, Tcici, Tcicihi – „The People of the Forest“ – „Volk des Waldes“, abgel. von: chishîì/chishį́į́ – „Holz/Wald“ und -hîî/hį́į́ – „das Volk“, „das Volk von“) und die Plains Lipan (Goãgahîî, Golgahį́į́, Kó'l kukä'ⁿ – „The People of the Plains“ – „Volk der Ebene“, abgel. von: goãga/golga – „Plains/Ebene“ und -hîî/hį́į́ bzw. hä/hä'ⁿ – „das Volk“, „das Volk von“).
Nachdem sie gegen 1750 größtenteils von den  'Inaatsii'ìì („Volk, das Feinde(n) folgt/verfolgt“) bzw.  'Inaa-hîî („Feinde“, d. h. Comanche) und deren Verbündeten, den Norteños, von den Südlichen Plains verdrängt worden waren, konnten die Lipan diese politische Organisation nicht mehr beibehalten. Aufgrund des andauernden Konflikts mit den Comanche und deren Verbündeten, zersplitterten die Lipan in mehrere Gruppen (englisch bands), da kleinere Einheiten besseren Schutz vor den Feinden boten und den Lipan ermöglichten, diesen zu entgehen (1750 bis 1850). Diese Gruppen setzten sich wiederum, wie bei den benachbarten Mescalero Apache auch, aus mehreren Lokalgruppen (engl. local groups), die sich aus mehreren untereinander verwandten matrilinearen und matrilokalen gotahs, Großfamilien (engl. extended families), zusammensetzten. Diese bands genannten Einheiten wurden von den Spaniern (und später Amerikanern) ab 1780 hinsichtlich ihrer geographischen Position bezüglich des Rio Grande in zwei lose Gruppierungen unterteilt, die sich auch kulturell unterschieden:
- Lipanes de Arriba oder Upper Lipan (‘Obere Lipan’, manchmal auch Lipanes del Norte (‘Nördliche Lipan’) oder Western Lipan (‘Westliche Lipan’) genannt, lebten auf den Plains und Halbwüsten von Zentral-Texas entlang des Upper Colorado River und dessen Nebenflüssen südwestwärts in Texas westlich des Pecos River sowie beiderseits des Rio Grande in Coahuila sowie in der Bolsón de Mapimí in Chihuahua im Norden Mexikos, Nachfolger der Golgahį́į́ (‘Plains Lipan’))
- Lipanes de Abajo oder Lower Lipan (‘Untere Lipan’, manchmal auch Lipanes del Sur (‘Südliche Lipan’)[3] oder Eastern Lipan (‘Östliche Lipan’) genannt, lebten meist nur noch in den Randgebieten der Südlichen Plains sowie der Golfküstenebene im Südosten von Texas als auch im Nordosten von Mexiko, in den heutigen Bundesstaaten Nuevo León und Tamaulipas, ihr Gebiet umfasste hierbei meist Wüsten, Halbwüsten und Berge, Nachfolger der Chishį́į́hį́į́ (‘Forest Lipan’)).

Die westlich und südwestlich lebenden verwandten und oftmals verbündeten Mescalero unterschieden auch zwei Gruppierungen innerhalb der Lipan, wiederum basierend auf der Lage ihrer Stammesgebiete hinsichtlich des Rio Grande, die sich wie oben bereits erwähnt jedoch auch kulturell unterschieden:
- Tú'édìnéõde bzw. Tuetinini / Tú’é’dinénde („The People of No Water“, „No Water People“, „Tough People of the Desert“, von den Lipan Twid Ndé oder Tú’é'diné Ndé genannt, da diese meistens in Wüsten, Halbwüsten und bergigen Hochebenen lebten, sind identisch mit den Lipanes de Arriba)
- Túntsaõde bzw. Tuintsundé / Túntsande („The People of Big Water“, „The Big Water People“, „The Great Water People“, von den Lipan Tu'tssn Ndé/Tú sis Ndé oder Kónitsàà / Kónitsàà-hîî genannt, lebten beiderseits des Rio Grande („Big Water“) in den Plains und Wüsten der Golfküstenebene im Südosten von Texas und im Nordosten von Mexiko, sind identisch mit den Lipanes de Abajo)

Die Spanier assoziierten mit den Lipan folgende Gruppen:
- Ypandes (Ypandis, Ipandes, Ipandi, Lipanes, Lipanos, Lipaines, Lapane, Lipanis, Lipan, streiften einst vom Pecos River im Osten New Mexicos bis zum Oberen Colorado River, San Saba River und Llano River in der Mitte von Texas, einschließlich des Edwards Plateaus südöstlich bis zum Golf von Mexiko, waren enge Verbündete der Natagés, daher scheint es sicher, dass sie die Stammesgruppe der Plains Lipan (Golgahį́į́, Kó'l kukä'ⁿ - ‘Volk der Ebene’) bildeten, nicht zu verwechseln mit den Lipiyánes oder Le Panis (Französisch für: Pawnee). Sie wurden offiziell erstmals 1718 als direkt benachbart zur neu errichteten Missions-Siedlung San Antonio, Texas, lebenden Apache erwähnt.)
- Pelones (‘die Haarlosen, Unbehaarten’, lebten weit entfernt von San Antonio und somit weit nordöstlich der Ypandes (Plains Lipan) entlang des Red River of the South im nördlichen Texas, bildeten die Stammesgruppe der Forest Lipan (Chishį́į́hį́į́, Tcici, Tcicihi - ‘Volk des Waldes’), obwohl sie mit ca. 800 Kriegern über mehr als die Ypandes und Natagés zusammen verfügten, werden sie als weniger kriegerisch beschrieben, das sie weniger Pferde hatten als die Ypandes (Plains Lipan), zählten schätzungsweise ca. 1.600 bis 2.400 Stammesmitglieder, nach 1760 wurde der Name Pelones nie mehr für irgendeine Apache-Gruppe in Texas benutzt, die Pelones (Forest Lipan) flohen vor den Comanche nach Süden und Südwesten, schlossen sich jedoch nicht den Ypandes (Plains Lipan)-Stmmesgruppe an – konnten so ihre separate Identität behalten, so dass die Lipan-Informanten 1935 dem erstaunten Ethnologen Morris E. Opler sagten, ihr Stammesname laute Chishį́į́hį́į́ - ‘Volk des Waldes’.)
- Natagés (sprich ‘Na-tah-hay’, abgeleitet von Nadahéndé - ‘Mescal-Volk’, auch: Natagees, Apaches del Natafé, Yabipais Natagé, Natageses, Natajes, einst eine große bedeutende östliche Apache-Gruppe, aus der die Salinero und Mescalero, Vorfahren der Ende des 18. Jhd. sich bildenden Mescalero Apache, hervorgingen, die im 18. Jahrhundert eine Art Hegemonie über manche westliche Lipan-Banden innehatte, wurden von Spaniern und den Apache auf Grund ihrer Tapferkeit sowie ihres Einflusses auf benachbarte Apache-Gruppen oft als wahre, echte Apache bezeichnet)
- Lipiyánes (auch Lipiyán, Lipillanes, eine Allianz von Lipan sowie Nadahéndé und Guhlkahéndé der Mescalero Apache im 18. Jhd. unter der Führung des Häuptlings Picax-Ande-Ins-Tinsle (Starker Arm), um sich gegen die Comanche auf den Südlichen Plains zu behaupten)
- Llaneros, manchmal auch Lipanes Llaneros, (‘Bewohner der Plains (Ebenen)’), ‘Plains Lipan’, auch Cuelcajen-ne, lebten in den Südlichen Plains und Wüsten zwischen dem Pecos River und dem Colorado River, unterteilten sich in drei große Gruppen – den Natagés, Lipiyánes und Llaneros –, die Spanier bezeichneten mit diesem Namen zudem mehrere unterschiedliche ethnische Gruppen, die saisonal der Bisonjagd auf den Südlichen Plains nachgingen, auch für Apache-Gruppen im Osten New Mexicos und West-Texas gebraucht (siehe Jicarilla Apache und Mescalero Apache, später jedoch meist für die mächtige und große Lipan-Gruppe der Kó'l kukä'ⁿ (Cuelcahen Ndé - ‘Tall Grass People’, ‘Prairie Men’) gebraucht)

Immer wiederkehrende Epidemien (Pocken, Cholera), Kriege gegen Spanier, Mexikaner und indianische Feinde (besonders Comanche) sowie das aggressive Vordringen der Amerikaner in Texas, hatte zur Folge, dass die Gruppen der Lipan in mehrere lokale Einheiten zersprengt wurden, und die Lipan ab diesem Zeitpunkt politisch nur noch in Lokalgruppen organisiert waren (1850 bis 1900).

### Gruppen der Lipan
Lipanes de Arriba (Upper Lipan – „Obere Lipan“, auch Western Lipan – „Westliche Lipan“), Nachfolger der Golgahį́į́ („Plains Lipan“)
- Ndáwe qóhä, Ndáwe qóhäⁿ, Ndáwe ɣóhäⁿ (‘Fire People’, ‘Camp Circle People’, lebten südwestlich von Fort Griffin, entlang des Colorado River und dessen Nebenflüssen, dem San Saba River und Llano River bis zum oberen Nueces River sowie entlang des Frio River und Atascosa River in Texas)
- Tchó'kanä, Tchóⁿkanäⁿ (‘Pulverizing People’, ‘Rubbing People’, verschmolzen später mit den Tcha shka-ózhäye, lebten westlich von Fort Griffin, Texas, das am Clear Fork des Brazos River lag, entlang des oberen Colorado River bis zur Westseite des Rio Grande nach Mexiko, gegen ca. 1884 ausgelöscht)
- Tchaⁿshka ózhäyeⁿ (‘Little Breech-clout People’, lebten entlang des östlichen Ufers des Pecos River in Texas, waren enge Verbündete der Nadahéndé-Gruppe der Mescalero)
- Tindi Ndé, Tú'e Ndé (‘People of the Mountains’) oder Tüzhä'ⁿ, Täzhä'ⁿ (‘Uplanders’) (lebten entlang des oberen Rio Grande, im südlichen New Mexico und in Nordmexiko, ab 1850 lebten sie in engen Kontakt mit den Mescalero)
- Kó'l kukä'ⁿ, Kó´l Kahäⁿ, Cuelcahen Ndé (‘Tall Grass People’, ‘High Grass People’, ‘Prairie Men’ lebten auf den Plains in Zentral-Texas entlang des oberen Colorado River und dessen Nebenflüssen südwestlich bis zum Pecos River, später als Llaneros oder Lipanes Llaneros bezeichnet)
- Te'l kóndahä, Te'l kóndahäⁿ (‘Wild Goose People’, lebten westlich von Fort Griffin in Texas, entlang des oberen Colorado River und dessen Nebenflüssen, waren als Krieger bekannt und gefürchtet)
- Shá i'a Nde, Shá'i'ánde, Nde 'Shini, Shä-äⁿ (‘Northern People’, nördliche Gruppe der Lipan, teilweise familiäre Kontakte zu den Kiowa-Apache, lebten auf der anderen Seite des Dapeshte (Arkansas) River, mussten mit 300 Leuten 1884 zur Washita Agency in Oklahoma umziehen)
- Tsés tsem'bai (‘Heads of Wolves People’, ‘Bodies of Men People’, streiften meist zwischen dem oberen Brazos River und dem Colorado River in Zentral-Texas, wanderten jedoch oftmals weiter nach Westen)
- Tsésh ke shéndé, Tséc kecénde (‘Painted Wood People’, lebten ursprünglich vielleicht entlang des oberen Brazos River, später in der Nähe von Laván, Coahuila, ca. 1884 ausgelöscht)
- Twid Ndé, Tú’é'diné Ndé (‘Tough People of the Desert’, ‘No Water People’, wurden so genannt, da sie in der Wüste oft nur von Wasser lebten, das in kleinen Felslöchern der Berge oder in Yucca-Pflanzen gespeichert war, zogen weg von den Gulf Coastal Plains nordwärts in die Berge und Wüsten zwischen dem Rio Grande und Rio Pecos, nahe dem Zusammenfluss der beiden, dort gingen sie oft Mischehen mit benachbarten Gruppen der Mescalero ein und verschmolzen später als Tuetinini mit den Mescalero, die Tú sis Ndé (‘Big Water People’), die versuchten ihr altes Territorium entlang der Golfküste zu behaupten, sind manchmal recht kritisch gegenüber den Twid Ndé wegen ihrer Abtrünnigkeit und Mischung mit den Mescalero und klassifizieren sie daher als eine Mescalero oder teilweise Mescalero-Gruppe)[4]
- Zit'is'ti Nde, Tséghát’ahén Nde, Tas steé be glui Ndé (‘Rock Tied to Head People’, lebten und wanderten in den Wüsten und Halbwüsten in der Nähe des heutigen Del Rio in Texas und Piedras Negras im Nordosten von Coahuila zwischen den Territorien der Tu'tssn Ndé/Konitsaii Ndé („Big Water People“) und der Twid Ndé/Tú’é'diné Ndé („Tough People of the Desert“, „No Water People“), trugen wie die benachbarten Mescalero ein rotes Kopftuch, das zu einem Turban gewickelt wurde, unter den sie auf jeder Seite einen flachen Stein steckten)
- Bi'uhit Ndé, Buii gl un Ndé (‘Many Necklaces People’, trugen sehr viele Halsketten, waren bekannt dafür, sehr auf ihr Äußeres zu achten, lebten in den Wüsten und Hochplateaus von New Mexico und Nord-Mexiko)
- Zuá Zuá Ndé (‘People of the Lava Beds’, lebten in den vulkanischen Lavagebieten im Osten von New Mexico und im Nordwesten von Texas)

Lipanes de Abajo („Lower Lipan“ – „Untere Lipan“, auch Eastern Lipan – „Östliche Lipan“), Nachfolger der Chishį́į́hį́į́ („Forest Lipan“)
- Tséral tuétahä, Tséral tuétahäⁿ (‘Red Hair People’, verschmolzen später mit den Tche shä und Tsél tátli dshä, lebten südlich des Nueces River in Texas, gegen ca. 1884 ausgelöscht)
- Tche shä, Tche shäⁿ (‘Sun Otter People’, wanderten von San Antonio, Texas, bis südlich zum Rio Grande)
- Tsél tátli dshä, Tsél tátli dshäⁿ (‘People of the Green Mountain’, verschmolzen später mit den Kóke metcheskó lähä, wanderten östlich des Rio Grande entlang des unteren Guadelupe River und Nueces River im Süden von Texas, gingen in den Kóke metcheskó lähäⁿ auf)[5]
- Kóke metcheskó lähä, Kóke metcheskó lähäⁿ (‘High-Beaked Moccasin People’, lebten südlich von San Antonio bis nach Mexiko)
- Tu'tssn Ndé, Tùn Tsa Ndé, Tú sis Ndé, Kúne tsá, Konitsaii Ndé, Kónitsàà, Kónitsàà-hîî (‘Big Water People’, ‘Great Water People’, ursprünglich eine Gruppe der Natage, lebten in den Gulf Coastal Plains beiderseits des Rio Grande bis nach Coahuila, ab 1750 überquerte der größte Teil den Rio Grande nach Mexiko, so dass sich ihr Stammesgebiet, Konitsąąįį gokíyaa (‘Big Water People Country’) genannt, tief bis nach Coahuila hinein erstreckte, siedelten meist entlang des Rio Escondido und Rio San Rodrigo, Magooshs Lokalgruppe der Tú sis Ndé verschmolz später als Tuintsunde mit den Mescalero)[6]
- Ha'didla 'Ndé, Goschish Ndé (‘Lightning Storm People’, streiften vom unteren Rio Grande Valley in Süd-Texas bis nach Tamaulipas in Mexiko, heute leben deren Nachkommen im Lower Rio Grande River-Gebiet (El Calaboz Rancheria))

Zudem gab (und gibt) es noch folgende Gruppen:
- Jumano Ndé, Suma Ndé (Jumano Apache - ‘Red Mud Painted People’), lebten im Gebiet des Mittel- und Unterlaufs (Lower und Middle) des Rio Grande River, Nueces River, Frio River und des Conchos Rivers, heute leben deren Nachkommen im Middle-Upper Rio Grande River-Gebiet, West Texas (El Polvo (Redford), El Mesquite, El Conejo, El Mulato Chihuahua)
- Indantųhé Ndé, Nakaiyé Ndé (‘Mexican Clan People’, Nachkommen von mexikanischen Siedlern, die sich Lipan Apache anschlossen, als diese in Mexiko Zuflucht vor der US-amerikanischen Armee suchten)

### Lebensweise
Die Lipan entwickelten Überlebenstechniken, um in der öden Wildnis des nördlichen Mexiko unentdeckt zu bleiben.
Lipan-Scouts waren in der Lage, Spuren auf jedem Untergrund zu lesen. Sie tarnten sich mit Blättern, Schmutz und Asche, dass sie nicht von der Landschaft zu unterscheiden waren und von Tieren nicht gewittert werden konnten.
Sie waren ausgezeichnete Bogenschützen. Damit die langen Haare nicht störten, wurden sie auf der linken Kopfseite abgeschnitten, während sie rechts frei herunter hingen. Sie übertrugen die Fertigkeit beim Jagen auch auf den Kampf und wurden als Krieger gefürchtet und respektiert. In vielen Teilen entspricht die Kultur der Lipan der Plains-Kultur. Sie lebten in Tipis aus Bisonhaut, allerdings nutzten sie bei warmem Wetter auch das kuppelförmige Wickiup der Apachen aus Zweigen, gedeckt mit Gras oder Stroh. Sie trugen mit Perlen geschmückte Lederkleidung und Leder war auch das Material für Mokassins, Taschen und Beutel.

## Demographie
Um 1700 schätzte man, dass es ca. 6.000 Lipan-Apache gab, wobei bedacht werden muss, dass hiervon 25 % Männer waren und der Rest Frauen (35 %) und Kinder (40 %), sie also wohl ca. 1.500 Krieger stellen konnten. Nach harten Kämpfen gegen die Spanier und die Comanche glaubte man um 1750 hingegen, dass es nur noch ca. 3.000 bis 4.000 Lipan-Apache mit ca. 750 bis 1.000 Kriegern gab. Nach schweren Pockenepidemien und einem auf die Ausrottung der Lipan-Apache ausgerichteten Bündnis der Spanier mit den Comanche und anderen südwestlichen Stämmen, das zu mehreren schweren Niederlagen seitens der Lipan-Apache führte, schätzte man diese auf etwa 2.000 Menschen (davon ca. 500 Krieger), 1845 auf ca. 1.500 (ca. 375 Krieger), 1865 auf ca. 350 (ca. 90 Krieger) und 1913 auf ganze 35 Stammesmitglieder.
Bei einer Bevölkerung von etwa 100 sprachen 1981 noch zwei oder drei ihre Muttersprache.

## Heutige Situation
Die versprengten Gruppen der Lipan schlossen sich verschiedenen benachbarten Apache-Gruppen oder anderen indianischen Stämmen an, da sie zur Zeit ihrer endgültigen militärischen Niederlage nicht mehr in der Lage waren, als eine größere Gruppe gemeinsam zu agieren. Heute gehören die Nachfahren der Lipan verschiedenen federally und state recognized Tribes (auf Bundesebene anerkannte Stämme) an:

### Federally recognized Tribes (Stämme)
Vereinigte Staaten – New Mexico
- Mescalero Apache Tribe

Die Mescalero Apache Reservation befindet sich im südlichen Zentral-New-Mexico, ist ca. 1.864 km² groß und befindet sich auf einer Höhe von ca. 1.600 m bis 3.650 m über dem Meeresspiegel. Die hohen Berge sind Teil der Sacramento Mountains, mit dem höchsten Berg – dem Sierra Blanca Peak (3.652 m) – der für die Mescalero Apache heilig ist. Der Mescalero Apache Tribe besteht heute offiziell aus drei separaten Gruppen, die folgende vormals eigenständigen Stämme repräsentieren: die Mescalero Apache, die Chiricahua Apache und die Lipan Apache.
Die Twid Ndé (Tú’é'diné Ndé - ‘No Water People’, ‘Tough People of the Desert’) der Lipan Apache hatten sich bereits vor der Reservationszeit mit den Mescalero verbündet und verschmolzen ca. 1850 als Tuetinini mit den Mescalero. Häuptling Magooshs Lokalgruppe der Tu'tssn Ndé (Tú sis Ndé, Kúne tsá - ‘Big Water People’, ‘Great Water People’) suchte ca. 1850 ebenfalls bei den Mescalero Zuflucht, 1904 floh Häuptling Venego mit seiner Lokalgruppe aus Zaragoza, Mexiko, beide Gruppen verschmolzen mit den Mescalero zu den Tuintsunde.
1913 (August 1912 war der Kriegsgefangenen-Status aufgehoben worden) zogen 187 Fort Sill Apache Chiricahua (Chokonen, Chihenne, Bedonkohe und Nednhi) in die Mescalero-Reservation in New Mexico zu den Mescalero Apache. Waren die Mescalero früher bereits manche Mischehen mit Chihenne und Lipan eingegangen, hatten sie zu den Chokonen, Bedonkohe und Nednhi anfangs ein gespanntes Verhältnis. Im Laufe der Zeit entstanden aber durch das Zusammenleben auf engem Raum immer mehr freundschaftliche und familiäre Kontakte zwischen den verschiedenen Gruppen und es entwickelten sich starke und enge Beziehungen untereinander. Schließlich wurden 1964 alle Apache im Reservat ungeachtet ihrer Herkunft als Mescalero anerkannt.
Der Stamm betreibt das Ski-Resort Ski Apache sowie das benachbarte Hotel und Casino für Touristenverkehr – das Inn of the Mountain Gods Resort and Casino. Zudem errichteten sie in der Nähe ihres Verwaltungszentrums in Mescalero, New Mexico ein Kulturzentrum, das Cultural Museum. Der Stamm besitzt noch ein größeres Museum im Dog Canyon südlich von Alamogordo, New Mexico. Im Jahre 2000 gab es laut Zensus 3.156 Stammesmitglieder, heute ca. 3.979.
Vereinigte Staaten – Oklahoma
- Apache Tribe of Oklahoma[12]

Der Apache Tribe of Oklahoma besteht aus Nachfahren der Kiowa Apache sowie einst feindlichen Lipan Apache, die sich 1874 auf der Flucht vor der US-Armee ihnen anschlossen. 1913 zogen jedoch die meisten Lipan Apache nach New Mexico, auf die Mescalero Apache Reservation, um sich den dort bereits lebenden Lipan anzuschließen. Eine Minderheit blieb bei den Kiowa Apache und ist seither Teil des Stammes.
Das Verwaltungs- und Stammeszentrum befindet sich in Anadarko im Caddo County, Oklahoma. Das heutige Reservatsgebiet umfasst Teile der Countys Caddo, Comanche, Cotton, Grady, Jefferson, Kiowa und Stephens in Oklahoma. Stammesmitglieder benötigen ein 1/8 blood quantum, also eine Mindestzahl an Vorfahren oder entsprechender „Blutanteil“ mit Kiowa-Apache-Vorfahren, um Aufnahme in den Stamm zu finden. Zählten sie im Jahr 2000 noch 1.802 Stammesmitglieder, gab es 2011 bereits 2.263 Kiowa Apache.
- Tonkawa Tribe of Indians of Oklahoma[13]

Der heutige Tonkawa Tribe of Oklahoma besteht aus Überlebenden der Tonkawa (auch Titska Watitch oder Tickanwatic) sowie einige Nachfahren der Lipan Apache, die ab 1884 mit den Tonkawa, ihren Verbündeten, zusammenlebten.
Im Herbst 1855 wurden den Tonkawa zusammen mit Caddo, Kichai (auch Keechi oder Kitsai), Waco, Tawakoni und Penateka-Comanche zwei kleine Reservate am Clear Fork Brazos River zugewiesen.
Trotz ihrer Allianz mit den Texas Rangern gegen die feindlichen Südlichen Plains-Stämme, überfielen Texaner die Reservate, so dass die Tonkawa 1857 nach Fort Cobb am Washita River im Indianerterritorium gebracht. Als 1859 die Tonkawa für die US-Armee als Scouts tätig waren, überfielen wiederum amerikanische Siedler ihre Reservation, so dass ca. 300 Tonkawa nochmals in die Wichita Reservation nahe Anadarko umgesiedelt wurden.
Aus Rache für ihre Scout-Tätigkeiten wurden sie Opfer des sog. Tonkawa Massacre (23–24. Oktober 1862) durch einen Kriegstrupp verbündeter Stämme, die ca. 137 Männer, Frauen und Kinder, unter ihnen Häuptling Plácido (Ha-shu-ka-na - ‘Man kann ihn nicht töten’) töteten. Es gibt unterschiedliche Berichte über die Stämme, die das Massaker an den Tonkawa begingen – Caddo, Shawnee, Lenni Lenape, Osage, Comanche, Kiowa und Seminolen werden in verschiedenen Berichten genannt.
Die Überlebenden wurden schließlich zusammen mit Lipan Apache bei Fort Griffin, Texas, angesiedelt, um sie vor der totalen Vernichtung zu schützen. 1884 wurden 92 Stammesmitglieder, einschließlich der Lipan Apache, vorübergehend in die Sauk-Fox-Agentur und dann im Frühjahr 1885 nach Fort Oakland im ehemaligen Nez-Percé-Reservat, Oklahoma, umgesiedelt. 1908 zählten sie nur noch 48 Stammesmitglieder, einschließlich mancher eingeheirateter Lipan Apache.
Diese Reservation in Kay County im Norden Oklahomas umfasst ca. 5,00 km², die Stammesverwaltung befindet sich am Westufer des Chikaskia River, ca. 4,00 km südöstlich von Tonkawa, ca. 19,30 km westlich von Ponca City sowie ca. 160,90 km nördlich von Oklahoma City, ist heute Heimat von ca. 600 Stammesmitgliedern.
Neben mehreren Geschäften betreibt der Stamm auch zwei Casinos – das Tonkawa Indian Casino in Tonkawa, Oklahoma und das Native Lights Casino in Newkirk, Oklahoma. Heute ist die Tonkawa-Sprache ausgestorben, auch Apache wird von den Mitgliedern nicht mehr gesprochen. Die meisten Tänze und Gesänge der Tonkawa sind verloren gegangen. Die meisten Tonkawa auf der Reservation leben unterhalb der Armutsgrenze.

### State recognized Tribes (Stämme)
Vereinigte Staaten – Texas
- Lipan Apache Tribe of Texas[19]
- Jumano Nation of Texas (Solorio Tribe)[20]

Vereinigte Staaten – Louisiana
- Choctaw-Apache Tribe of Ebarb

Die Choctaw-Apache Community of Ebarb (auch Choctaw-Apache Tribe of Ebarb) liegt im westlichen Sabine Parish im Nordwesten von Louisiana an der Grenze zu Texas und umfasst in dessen traditionellem Territorium die Gemeinden Converse, Noble, Zwolle, Ebarb, Blue Lake, und Grady Hill. Offiziell 1978 staatlich anerkannt (state recognized), ist er heute der zweitgrößte Stamm im Staat Louisiana. Historisch sind die Stammesmitglieder Nachfahren von Lipan Apache-Sklaven, die auf den Märkten von Natchitoches und Los Adaes verkauft wurden sowie von Choctaw (auch Chahta), die auf der Suche nach neuen besseren Jagdgründen um 1800 sich hier niederließen, in den 1820er Jahren schlossen sich diesen noch Choctaw an, die vor den Muskogee (auch Creek) flohen. Zudem besitzen diese viele Vorfahren unter den vormals hier ansässigen Adais. Auch manche Überlebenden der Bi`uhit Ndé / Buii gl un Ndé (‘Many Necklaces People’) der Lipan Apache wurden in die Choctaw-Apache Community umgesiedelt.

### Weitere Stämme und Gruppen
Folgende Stämme und Gruppen sind weder state recognized noch federally recognized tribes, d. h., sie sind weder durch einen Bundesstaat noch auf Bundesebene als Stamm anerkannt.
Vereinigte Staaten – Texas
- Lipan Apache Band of Texas[22]

Die Lipan Apache Band of Texas sind Nachfahren der Kó'l kukä'ⁿ / Kó´l Kahäⁿ (auch Cuelcahen Ndé - ‘Tall Grass People’, ‘High Grass People’), Twid Ndé / Tú’é’diné Ndé (‘Tough People of the Desert’, ‘No Water People’), Tú sis Ndé / Kû'ne tsá / Konitsaaíí Ndé (‘Big Water People’, ‘Great Water People’), Tséghát’ahén Nde / Tas steé be glui Ndé (‘Rock Tied to Head People’), Bi`uhit Ndé / Buii gl un Ndé (‘Many Necklaces People’) und Zuá Zuá Ndé (‘People of the Lava Beds’) mit heute ca. 745 Stammesmitgliedern. Die meisten Mitglieder jedoch stammen von den einst mächtigen Konitsaaíí Ndé sowie Cúelcahén Ndé ab.
- Tu’ Tssn Nde of the Lipan Apache Nation of Texas[23] (auch: Konitsaii/Kune'Tsa Nde of the Lipan Apache Nation of Texas)

Die Tu’ Tssn Nde of the Lipan Apache Nation of Texas sind Nachkommen der Tu’ Tssn Nde / Konitsaii/Kune'Tsa Nde (‘Big Water People’, ‘Great Water People’), die einst in den Gulf Coastal Plains sowie beiderseits des Rio Grande bis ins nördliche Coahuila streiften, im Jahr 1765 verließ der Großteil Texas und zog nach Nord-Mexiko, Häuptling Magooshs Lokalgruppe von Tu’ Tssn Nde verschmolz später mit den Mescalero als Tuintsunde.
- Apache-Jumano of Redford/El Paso, Texas
- Apache Bands of West Texas[24] (Nachfahren von Mescalero, Lipan und Chiricahua Bands der La Junta de Los Rios-Region („Zusammenfluss der Flüsse“: Rio Grande und Conchos River) sowie im Gebiet des Presidio del Norte (dem heutigen Ojinaga, Chihuahua, Mexiko) in West Texas und Nördlichen Chihuahua, die mehrere dort einst ansässige Stämme der Jumano, Julime, Suma sowie Nachfahren mexikanischer Gefangener in ihre Bands als „Apache“ integrierten: die Jumano-N’de (Jumano-Apache) – Nachfahren von Jumano, die sich 1780–1830 mit Mescalero-Apache rund um Presidio del Norte zusammenschlossen; die Suma-N’de (Suma-Apache) – Nachfahren von La Junta-Indianern entlang des Rio Grande, vermutlich nördliche Jumano, die sich den Chiracahua Apache anschlossen; Indantųhé-N’de / Nakai’ye-N’de (Nakai’ye-Apache) – Nakai'ye bedeutet wörtlich „mexikanisch“, wenn es in seinem ursprünglichen Kontext verwendet wird. In diesem Zusammenhang bedeutet die Hinzufügung des Suffix „N'de“, dass es sich um Mescalero- und Lipan-Bands und/oder um Apache-Bands mit mexikanischen Vorfahren handelt, die nachdem die Mescalero im Bosque Redondo-Reservat, New Mexico, siedelten, in Chihuahua, Mexiko, verblieben sind; Mescalero Apache of Presidio del Norte – Nachfahren der Mescalero Apache Bands, die nicht ins Reservat umsiedelten, sondern im Presidio del Norte blieben.)

## Persönlichkeiten / Häuptlinge
- Bigotes (‘der Bärtige’, Mitte 18. Jhd., 1751 verließ er Texas und führte die Kuné tsa über den Rio Grande nach Coahuila. Seither lebten sie entlang des Rio Escondido und Rio San Rodrigo in Coahuila.)
- Poca Ropa (‘few or scant clothes’ - ‘wenige oder dürftige Kleidung’, ca. 1750–ca. †1790, Häuptling der Tcha shka-ó´zhäye (‘Little Breech-clout People’ - ‘Volk, mit kleinen Lendenschürzen oder wenig Kleidung’) entlang des Unteren Rio Pecos)
- Cavezon (‘Big Head’, ca. ? –ca.†1780, Häuptling der Ndáwe qóhä, einer mächtigen Gruppe, die vom Rio Saba bis zum Oberen Rio Nueces schweifte)
- Casimiro (18. Jhd., Häuptling einer Bande in Süd-Texas, wahrscheinlich der Ha´didla`Ndé)
- Yolcna Pocarropa (ca. 1820 – ca. †?, Häuptling mehrerer Lokalgruppen der Tcha shka-ó´zhäye in West-Texas, 1830 führte er diese über den Rio Grande nach Tamaulipas in Mexiko flussabwärts von Laredo)
- Cuelgas de Castro (Cuelga de Castro, ca. 1792 – ca.†1844, Häuptling der Tche shä-Gruppe im San Antonio-Gebiet bis südlich des Rio Grande in Tamaulipas, er folgte seinem Vater, Josef Castro, als Häuptling, hatte mit mehreren Frauen viele Kinder, darunter seinen späteren Nachfolger, Juan Castro)
- Juan Castro (John Castro, folgte 1842 (oder 1844?) seinem Vater Cuelgas de Castro als Häuptling der Tche shä-Gruppe nach, war der führende Fürsprecher der Indianer der Brazos Indian Reservation in den 1850er, anstatt ihre zwangsweise Umsiedlung ins Indianer-Territorium im Jahre 1859 zu akzeptieren, flohen die Lipan nach Mexiko und schlossen sich den Kickapoo an)
- Liste der Häuptlinge und Anführer der Apachen#Lipan Apache (ca. 1790 – ca.†1850, Häuptling der Kóke metcheskó lähä-Gruppe östlich und südwestlich von San Antonio)
- Costalites (ca. 1820 – †1873, Häuptling einer Gruppe, die von Coahuila bis ins südwestliche Texas wanderte, starb nach einem Ausbruch aus dem Gefängnis-Corral in San Antonio wahrscheinlich an Erschöpfung, da er sich während der Gefangenschaft in Hungerstreik befand)
- Magoosh (Ma´uish, ca. 1830 – †1900, Häuptling einer Lokalgruppe der Tu'sis Nde im Südosten von Texas sowie Nordosten von Mexiko, waren enge Verbündete der Eastern Mescalero-Gruppe der Guhlkahéndé auf den Südlichen Plains unter deren Häuptling Nautzili sowie mancher Gruppen der Comanche, manchmal gingen sie auch gemeinsam mit den Southern Mescalero unter Häuptling San Juan und dessen Söhnen Peso und Sans Peur auf Raubzüge, nach einer schweren Epidemie floh ein Teil nach Zaragosa in Coahuila, die Gruppe um Magoosh zog zu den Mescalero, begleitete diese 1870 auf die Mescalero-Reservation und verschmolz später als Tuintsunde mit den Mescalero, zusammen mit den Häuptlingen Peso, Sans Peur, Shanta Boy und Big Mouth diente er als Apache Scout in den letzten Kampfhandlungen gegen Geronimo, dem Kriegshäuptling der Nednhi-Gruppe der Chiricahua Apache und Bedonkohe-Schamanen, zusammen mit den Mescalero-Häuptlinge Peso und Sans Peur war er einer der drei bedeutendsten Häuptlinge in der Reservation – Magoosh für die Lipan Apache in Elk Springs, Peso repräsentierte Mescalero Apache für die Rinconada und Three Rivers und Sans Peur für Mescalero Apache in Tule Canyon)